# Ретроград (фильм)
«Ретроград» (англ. Retrograde) — фантастический боевик 2004 года режиссёра Кристофера Куликовски. Главные роли сыграли Дольф Лундгрен и Джой Монтана.

## Сюжет
2204 год. Человечество поражено чумой, которая ровно двести лет назад была занесена метеоритами из космоса. Группа учёных на борту ледокола «Натаниэль Палмер», отправившегося в 2004 году в Антарктику, подобрала метеориты для изучения, после чего эпидемия охватила всю планету. Чтобы предотвратить гибель человечества, была отобрана команда из наиболее стойких к болезни бойцов, цель которых была, переместившись в прошлое, уничтожить метеоритное поле и заразившихся членов команды ледокола. Однако один из бойцов команды Долган затеял заговор, привлёк часть команды, арестовал остальных и захватил корабль. Он собрался «господствовать над будущим, контролируя прошлое».
Заметив происходящее, пилот корабля Рис заложила крутой вираж, благодаря чему боец группы Джон Фостер сумел выскользнуть из-под контроля Долгана. Корабль совершил посадку, вскрыв при этом метеоритное поле. Фостер захватил вакцину и взрывчатку и бросился бежать, но упал, сражённый метким выстрелом одного из преследователей. Притворившись убитым, Фостер расправился с преследователями, после чего его подобрала поисковая партия с ледокола. На судне он пришёл в себя, но погиб один из членов команды, который поранил руки о метеорит. Другая поисковая партия с ледокола достигла космического корабля и была почти полностью уничтожена бандой Долгана.
Долган собрал людей и повёл их на штурм ледокола. Его банда ворвалась на судно, истребив весь экипаж. Фостеру удалось перебить мятежников. Он узнал от доктора Рене Диас, где они подобрали метеориты, и отправился туда, оставив девушку умирать. Герой оставил мощную взрывчатку, уничтожившую всё метеоритное поле. Затем взорвался и утонул ледокол, заминированный Фостером. Герой отправился на полгода назад в Пунта-Аренас, где встретил Рене и отговорил её от участия в экспедиции, после чего вернулся домой в своё время, к семье.

## В ролях
| Актёр                 | Роль          |
| --------------------- | ------------- |
| Дольф Лундгрен        | Джон Фостер   |
| Сильвия ди Сантос     | Рене Диас     |
| Джой Монтана          | Далтон        |
| Гэри Дэниелс          | Маркус        |
| Кен Сэмюэлс           | капитан Девис |
| Джеми Тричер          | Маккензи      |
| Джой Сагал            | Эндрю Щрадер  |
| Дэвид Джин Томас      | Джеферсон     |
| Марко Лоренцини       | Брюс Росс     |
| Скотт Джозеф          | Грег          |
| Адриан Селларс        | Кейт          |
| Джеймс Чалк           | Ваццери       |
| Николас де Пруйссенер | Ичек          |
| Дин Грегори           | лидер команды |
| Дерек Кюйтер          | Чарли         |
| Анита Свансон         | Рис           |